# Kреативни омладински центар Панчева за борбу против сиде
Kреативни омладински центар Панчева за борбу против сиде - KОМПАС је невладина, омладинска, хуманитарна и непрофитна организација чија је главна мисија унапређење и спровођење примарне превенције ХИВ и сиде међу младима. Организација тренутно броји 25 активних чланова и сви чланови KОМПАС-а су млади средњошколци и студенти, узраста од 15 до 30 година.

## Историјат
KОМПАС је основан 1996. године и регистрован 2001. године код Савезног Министарства правде под именом Удружење за борбу против сиде Панчево, да би 2007. године променио свој назив у Креативни омладински центар Панчева за борбу против сиде - KОМПАС
Организација је настала као одговор на пандемију ХИВ-а и сиде током бивше СР Југославије која је у своје време, због недовољно информација, дискриминације, табуа и стида, узимала маха међу ондашњим становништвом. Превенција путем вршњачке едукације је још тада препозната као најбољи и најефикаснији начин сузбијања ове опаке болести.

## Делатност организације
Основни циљ KОМПАС-а је настојање да сваком својом активношћу спречи да се нова особа инфицира ХИВ-ом и помогне особама који живе са ХИВ и сидом.
KОМПАС се бави примарном превенцијом ХИВ-а и сиде, спроводећи различите програме за младе од којих је најзначајнији програм вршњачке едукације за ученике основних и средњих школа. Овај програм подразумева одржавање годишњег семинара за обуку вршњачких едукатора и реализацију интерактивних радионица за основце и средњошколце током читаве школске године.
KОМПАС се бави и јавним заговарањем против дискриминације особа које живе са ХИВ-ом, путем спровођења различитих кампања. До сада је на предавањима и радионицама учествовало преко 30.000 младих људи узраста од 11 до 30 година. Сваке године у Панчеву КОМПАС организује кампање поводом 1. децембра (Светског дана борбе против сиде), 14. фебруара (Дана заљубљених), 8. март (Дана жена), са посебним нагласком на поменуту популацију. Осим тога, реализује се и Дан сећања на преминуле од последица сиде, хуманитарни концерт Live Aid као и Европска недеља тестирања на ХИВ.
Осим локалних, KОМПАС је реализовао и националне пројекте од којих се издвајају пројекат “Жива библиотека” 2015. и 2016. године, који се бави анти-дискриминацијом и промоцијом људских права и принципа инклузивности - вредности које негује и сама организација. KОМПАС је 2016. године био носилац двогодишњег међународног K2 Ерасмус+ пројекта „RETOOLED – Rethinking & Envisioning TOOLs for EDucation”.
KОМПАС се поред ових основних циљева и задатака бави и унапређењем положаја младих у друштву, имајући у виду да је један од иницијатора и главни носилац процеса израде локалне Стратегије за младе, која је усвојена 2007. године у Србији и успешно се реализује у Панчеву, а узима се за пример добре праксе у Србији.

### Пројекти
У току свог деловања, KОМПАС је реализовао 28 општинских семинара и 4 регионална (јужнобанатска) семинара за обуку вршњачких едукатора о ХИВ-у и сиди, 3 семинара за обуку вршњачких едукатора о болестима зависности, од свог оснивања континуирано и плански спроводи вршњачку едукацију путем радионица у свим основним и средњим школама у Панчеву, као и у јужнобанатском региону.
KОМПАС активно сарађује са стручњацима из медицинских области - инфектолозима, епидемиолозима и радницима здравствених завода, који већ дуги низ година преузимају улогу предавача на обукама и говорника на трибинама, те је организацији сарадња са релевантним институцијама и установама од важности већ устаљена пракса
Позитиван осврт на заинтересованост како младих људи тако и осталих грађана и грађанки Панчева умногоме је допринело традиционално одржавање Трибине о репродуктивном здрављу, понашању и табуима „Вирус хумане дезинформације“, која младима на занимљив и иновативан начин пружа могућност додатне едукације о битности проблема који се тичу здравља и одрастања младих и уједно покрива све области којима се KОМПАС током године бави.
KОМПАС већ дуги низ година активно пласира едукативан садржај на теме сексуалног образовања и репродуктивног здравља путем својих медијских комуникационих канала. Пријемчивим дизајном објава и језиком младих приближава теме од велике важности за јавно здравља младих.

## Чланство у асоцијацијама
КОМПАС је од 2014. године званично придружена чланица Кровне организације младих Србије.
КОМПАС је од 2024. године званично придружена чланица Националне асоцијације практичара/ки омладинског рада.